# Cabana Airstrip
Cabana Airstrip is een landingsstrook bij Cabana in het ressort Boven-Saramacca in Suriname.
Er zijn rond de zeven maatschappijen die het vliegveld aandoen. Er zijn lijnvluchten naar Zorg en Hoop Airport in Paramaribo. 
De ondergrond van de landingsbaan is van gras. De baan heeft een lengte van circa 665 meter.